# Massacre de Gal Oya (1956)
Le massacre de Gal Oya, ou émeutes ceylanaise de 1956, ont été les premières émeutes ethniques visant la minorité tamoule dans l'est du Dominion de Ceylan. Ces émeutes ont commencé le 11 juin 1956 et duré cinq jours. Des colons de la majorité locale cingalaise et des employés du Gal Oya Development Board ont réquisitionné des véhicules gouvernementaux, de la dynamite et des armes et massacré des membres de la minorité tamoule.
Le nombre de morts est estimé à plus de 150. La police, d'abord submergée par les émeutes, a réussi à contenir la population avec l'aide de l'armée.

## Contexte
Au Ceylan britannique, près de 60 % des emplois de la fonction publique étaient occupés par des minorités tamoules alors qu'ils ne représentaient que 15 % de la population. Cela était dû à l'éducation de style occidental fournie par les Missions américaines de Ceylan (en) dans la péninsule de Jaffna.
La surreprésentation des Tamouls a été utilisée par certains politiciens cingalais pour parvenir au pouvoir politique, en jouant sur la supériorité numérique du peuple cingalais. Le parti de gauche socialiste cingalais Sri Lanka Freedom Party est arrivé au pouvoir en 1956 en promettant de faire de la langue cingalaise, la seule langue officielle du pays. L'anglais ayant été jusqu'alors la langue principale de l'administration et de la société urbaine, favorisée parmi les couches sociales dominantes (de toute origine ethnolinguistique). L'amendement Sinhala Only Act a été contestée par le parti politique tamoul Ilankai Tamil Arasu Kachchi qui a organisé un sit-in non-violent le 5 juin 1956, devant le parlement de Colombo, la capitale.
Environ 200 dirigeants et hommes politiques tamouls ont pris part à cette manifestation. Mais les manifestants ont été attaqués par une foule cingalaise dirigée par un ministre du gouvernement. Cette foule, après avoir écouté un discours des politiciens cingalais les exhortant à boycotter les commerces tamouls, a commencé à piller dans la ville. Plus de 150 boutiques appartenant à des Tamouls ont été pillées et beaucoup les gens ont été hospitalisés pour leurs blessures. Mais ces troubles ont rapidement été maîtrisés par la police.

## Les massacres
Alors que les informations sur les troubles dans la capitale Colombo atteignaient la province, les émeutes ont commencé le 11 juin 1956 au soir, lorsque des foules agitées ont commencé à errer dans les rues de la vallée de Gal Oya à la recherche de Tamouls. Les propriétés appartenant aux Tamouls, y compris celles des Tamouls indiens du Sri Lanka, ont été pillées et incendiées.
 
Dans les jours suivants, un certain nombre de rumeurs ont commencé à se répandre. La plus connue d'entre elles était qu'une fille cingalaise avait été violée par une foule tamoule, et amenée à marcher nue dans la rue, dans une ville dominée par les Tamouls, Batticaloa. Bien que cela se soit révélé faux, la rumeur a enflammé la foule et a conduit à d'autres massacres et destructions de propriétés.
D'autres rumeurs circulaient selon lesquelles une armée de 6 000 Tamouls armés d'armes à feu s'apprêtait à s'approcher des colonies cingalaises dans la vallée de Gal Oya. Cela a conduit des groupes locaux d'hommes cingalais à réquisitionner des véhicules du gouvernement pour se rendre dans des villages tamouls éloignés. Selon le journaliste W. Howard Higgins et Manor bien plus d'une centaine de Tamouls ont été massacrés par la foule. 
Au début des événements, la police de Gal Oya n'a pas tenté de contrôler les foules parce qu'ils étaient beaucoup moins nombreux que les émeutiers. Ce n'est qu'après l'arrivée des renforts de l'armée sri-lankaise et une action sévère prise par eux que les massacres et la destruction ont été supprimés.